# Aleksandr Ivanovič Turgenev
Aleksandr Ivanovič Turgenev (Simbirsk, 7 aprile 1784 – Mosca, 15 dicembre 1845) è stato uno storico e funzionario russo.

## Biografia
Aleksandr Turgenev nacque a Simbirsk nel 1784. Suo padre, Ivan Petrovič Turgenev (1752-1807) fu uno degli uomini più in vista del suo tempo. Aleksandr studiò all'Università di Mosca, dove incontrò il poeta Vasilij Žukovskij, con cui strinse un'amicizia che durò tutta la vita. Dal 1802 al 1804 studiò storia e scienze politiche all'Università Georg-August di Gottinga, per poi viaggiare con il suo amico Andrej Kaisarov.
Servì presso il Ministero della Giustizia, prese parte ai lavori della commissione per la formulazione delle leggi e accompagnò lo zar Alessandro I all'estero nel 1810.
Successivamente, venne nominato direttore del Dipartimento della Direzione Generale degli Affari Religiosi delle Fedi Straniere; nello stesso periodo fu nominato vicesegretario del Consiglio di Stato russo e membro anziano della commissione per la redazione delle leggi. Quando il Ministero degli Affari Religiosi e dell'Educazione Nazionale fu formato nel 1817, Turgenev diresse il Dipartimento degli Affari Religiosi.
Nel 1824, dopo che il principe Aleksandr Golitsyn fu destituito dalla carica di ministro degli affari religiosi e dell'educazione nazionale, il ministero ed il dipartimento degli affari religiosi furono completamente trasformati, Turgenev perse la sua posizione dirigenziale e venne sostituito.
Turgenev viaggiò spesso all'estero, dove esaminò archivi e biblioteche, accumulando informazioni sulla storia antica e moderna della Russia. I materiali così raccolti furono messi a disposizione della Commissione archeologica per ordine dello zar Nicola I e pubblicati nel 1841 e nel 1842 con il titolo latino di Historiae Russiae Monumenta ex antiquis exterarum gentium archivis et bibliothecis deprompta ab A. I. Turgenevio. Il primo volume pubblicato fu un estratto dagli Archivi Vaticani dell'XI secolo, mentre il secondo volume comprendeva le dichiarazioni del Papa e le relazioni dei rappresentanti papali in Russia dal 1584 al 1718, i fatti storici riguardanti la Russia estratti da archivi e biblioteche inglesi e francesi dal 1557 al 1671, e una serie di aneddoti raccolti da A. B. Albertrandi per conto dello storico polacco A. S. Naruševič. In aggiunta, Turgenev produsse degli estratti, per lo più dagli archivi di Parigi, riguardanti l'epoca di Pietro il Grande.
Turgenev era in contatto con molti scienziati e letterati, sia russi che stranieri; Ivan Dmitriev ed il principe Pëtr Vjazemskij erano suoi amici. Turgenev ebbe un ruolo nelle opere e nelle vite di Konstantin Batjuškov, Aleksandr Puškin, Ivan Kozlov e Evgenij Baratynskij. Fu Turgenev a portare il corpo di Puškin da San Pietroburgo alla tomba di famiglia, nel monastero di Svjatogorsk.
Per tutta la vita non smise mai di studiare e le sue lettere sono, secondo I. N. Sreznevskij, «uno dei tesori della nostra letteratura, grazie alla ricchezza e varietà di informazioni storiche, vivide e veritiere, e la moltitudine di pensieri e sentimenti espressi in esse.»